# Gerhard Hutter
Gerhard Hutter (* 28. Oktober 1965) ist ein österreichischer Politiker der Liste Burgenland (LBL), aus der er Ende Februar 2019 ausgetreten ist. Er ist seit 2002 Bürgermeister von Bad Sauerbrunn und seit 2015 Abgeordneter zum Burgenländischen Landtag.

## Leben
Gerhard Hutter absolvierte von 1980 bis 1984 eine Lehre zum Gas- und Wasserleitungsinstallateur, 1987 bzw. 1988 legte er für diese beiden Berufe die Meisterprüfung ab. Seit 1988 betreibt er ein eigenes Unternehmen.

### Politik
Bei den Gemeinderatswahlen im Burgenland 2002 kandidierte er mit der Liste für Bad Sauerbrunn (LIBS), die Namensliste wurde zweitstärkste Fraktion und zog mit acht Mandaten in den Gemeinderat ein. Bei der Bürgermeisterwahl im Oktober 2002 wurde er Zweiter, die daraufhin notwendige Stichwahl gewann er, seitdem ist er Bürgermeister von Bad Sauerbrunn. Er folgte damit in dieser Funktion Sylvia Linc (SPÖ) nach.
Bei der Nationalratswahl 2008 trat er hinter Manfred Kölly für die Liste Fritz Dinkhauser auf dem zweiten Listenplatz im Landeswahlkreis Burgenland an.
Am 9. Juli 2015 wurde er in der XXI. Gesetzgebungsperiode als Abgeordneter zum Burgenländischen Landtag angelobt, wo er Mitglied im Hauptausschuss ist. Bei der Gemeinderatswahl 2017 wurde er mit 67,12 Prozent der Stimmen als Bürgermeister wiedergewählt.
Bei der Landtagswahl 2020 kandidiert er als parteifreier Kandidat hinter Spitzenkandidat Hans Peter Doskozil und Astrid Eisenkopf auf dem dritten Listenplatz der Landesliste der Sozialdemokratischen Partei Österreichs (SPÖ). Im August 2019 legte er die Funktion des Landesobmannes des Unabhängigen Gemeindevertreter Forums (UGVF) zurück. Bei der Gemeinderatswahl 2022 soll er wieder für die Liste Sauerbrunn kandidieren.